# Bataille de Lowestoft
Deuxième guerre anglo-néerlandaise
Batailles
- Lowestoft
- Vågen
- Quatre Jours
- North Foreland
- Vliestromm
- Cap Dungeness
- Medway

La bataille de Lowestoft eut lieu le 13 juin 1665 (le 3 juin selon le calendrier julien alors en usage en Angleterre) pendant la deuxième guerre anglo-néerlandaise. La flotte néerlandaise, composée d'une centaine de navires, commandée par le lieutenant-amiral Jacob van Wassenaer Obdam attaque la flotte anglaise, de force équivalente, commandée par James Stuart, duc d'York quarante milles à l'est du port de Lowestoft, dans le Suffolk, en Angleterre. La bataille se termine par ce qui est considéré comme la pire défaite navale de l'histoire des Pays-Bas.

## Contexte
Après la restauration anglaise, Charles II devient roi et autorise les corsaires anglais à attaquer les navires de commerce néerlandais. En janvier 1665, ces derniers ripostent en donnant à leurs navires l'autorisation d'attaquer la flotte de guerre britannique dans les colonies.
Le 4 mars, Charles II d'Angleterre déclare la guerre aux Provinces-Unies. Pour éviter le blocus de leurs ports, comme cela s'était produit lors de la Première guerre anglo-néerlandaise, les Néerlandais veulent détruire la flotte britannique. Le Grand-pensionnaire, Johan de Witt, leader politique de l'époque, charge le lieutenant-amiral de l'amirauté d'Amsterdam, Jacob Van Wassenaer de cette opération. Pour bénéficier de conditions météorologiques optimales, l'attaque doit avoir lieu pendant une période stable de vents d'est.
Van Wassenaer, cependant, a le sentiment que sa flotte n'est pas encore préparée à affronter l'incontestable puissance de feu britannique dans une bataille rangée. Sans ouvertement désobéir aux ordres, il préfère attaquer par vent contraire et bénéficier du vent favorable afin de se désengager rapidement.

## Les forces en présence
La flotte britannique est composée de 109 navires armés de 4 542 canons manœuvrés par 22 055 hommes, répartis en trois escadres. James Stuart, en personne, commande l'escadre rouge, centre de commandement, Le prince Rupert, commande l'escadre blanche. Edward Montagu, commande l'escadre bleue à l'arrière-garde.
La flotte néerlandaise est composée de 103 navires armés de 4 869 canons manœuvrés par 21 613 hommes. La flotte ne compte pas moins de 7 escadres. Van Wassenaer à bord du Eendracht commande la première, le lieutenant-amiral Johan Evertsen à bord du Hof van Zeeland commande la deuxième, le lieutenant-amiral Egbert Bartholomeuszoon Kortenaer (de l'amirauté de la Meuse) commande la troisième, à bord du Groot Hollandia. La quatrième (de l'amirauté frisonne est commandée par le lieutenant-amiral Auke Stellingwerf sur le Sevenwolden, la cinquième (de l'Amirauté de la zone Nord) commandée par le vice-amiral Cornelis Tromp sur le Liefde, la sixième (de la flotte Zélandaise) commandée par le Vice-amiral Cornelis Evertsen sur le Vlissingen et la septième commandée par le vice-amiral Volckert Schram sur le Wapen van Nassau.
Pour rassembler autant de navires, la flotte anglaise a armé 24 navires marchands, la flotte hollandaise en a armé 12. Certains d'entre eux sont d'énormes navires de la Compagnie néerlandaise des Indes orientales, spécialement amenés pour la circonstance. Les Néerlandais ont également remis en service 18 navires de guerre, désarmés à la fin de la guerre précédente.
Le 11 juin, il n'y a pas assez de vent pour livrer bataille. Le 12 juin, le vent d'est commence à souffler. Mais en dépit des ordres reçus, Van Wassenaer préfère attendre. Le lendemain matin, le vent a tourné à l'ouest, la flotte hollandaise s'approche de la flotte ennemie.

## La bataille
Au petit matin du 13 juin la flotte hollandaise est au sud de la flotte anglaise. Van Wassenaer tente d'engager les Anglais sous le vent à partir d'une position défensive, sa tactique favorite. En effet, les deux flottes virent de bord et les positions s'inversent. Pendant le virage le HMS Great Charity se trouve isolé et est aussitôt arraisonné et capturé par le capitaine Jan den Haen, (futur amiral) qui ramène immédiatement sa prise aux Pays-Bas.
Lors du second passage, même si les Anglais ont des difficultés à contrôler la manœuvre, les Néerlandais négligent complètement de maintenir une ligne de bataille. En théorie, le fait d'être dans une position sous le vent, devrait donner à leurs canons une meilleure portée, en conservant une distance de sécurité. En réalité, plusieurs escadres se trouvent dans la ligne de mire. Les capitaines des navires marchands, peu formés aux techniques de combat, se comportent comme s'ils étaient seuls. D'autres navires sont pris pour cible par les navires anglais, qui concentrent leur tirs. Le lieutenant-amiral Auke Stellingwerf, jeune commandant de la flotte frisonne est fauché par un boulet de canon. Le lieutenant-amiral Kortenaer, le vétéran et sans doute le commandant le plus compétent de la flotte néerlandaise, est mortellement blessé à la hanche. Le quartier-maître, Ate Stinstra, prend le commandement du navire.
Pour apporter un peu de cohérence à la force néerlandaise, Van Wassenaer suspend la structure de commandement, dans l'espoir que tous les navires le suivront directement. Cela ne fait qu'ajouter à la confusion. Lorsque les deux flottes virent de bord une nouvelle fois, toute la bataille semble dégénérer en une gigantesque mêlée. Le comte de Marlborough, Sir James Ley et le comte de Portland, Sir Charles Weston (en), périssent au cours de ces combats.
Quelques heures plus tard, vers midi Montague hisse le drapeau de l'escadre bleue sur son mât de misaine, donnant ainsi le signal de le suivre, alors qu'il s'en va tout droit vers la flotte néerlandaise. La plupart des capitaines de l'arrière-garde obtempèrent. Les navires traversent la flotte ennemie et la divise, et en encerclent toute une partie.
Alors qu'un seul coup au but suffit à détruire les plus petits bateaux néerlandais, ceux-ci pâtissent d'un désavantage structurel: en moyenne, leurs canons sont d'un calibre inférieur à ceux des navires anglais, dont les huit plus gros sont presque insubmersibles. Les grands vaisseaux hollandais doivent donc protéger les petits. C'est ainsi que vers 15 heures, le navire amiral Eendracht affronte le Royal Charles. À bord de ce dernier, James Stuart manque d'être fauché par un boulet chaîné qui décapite plusieurs de ses courtisans. Le duel se termine par l'explosion du Eendracht qui tue l'amiral Van Wassenaer et la quasi-totalité de son équipage.
Sur le Groot Hollandia, bien que mortellement blessé, Kortenaer est toujours en vie. C'est le second de Van Wassenaer et les autres amiraux qui ignorent tout de son état, s'attendent à ce qu'il prenne le commandement. Pour l'heure, la flotte néerlandaise est donc sans véritable chef.
Tandis que les Anglais sont galvanisés par l'explosion du Eendracht, le nombre de capitaines néerlandais encore valides diminue. Certains équipages livrés à eux-mêmes préfèrent prendre le large. Ils sont bientôt suivis par le Groot Hollandia, maintenant commandée par le quartier-maitre Stinstra. Cette désertion a aussitôt un effet négatif sur le moral des Hollandais. Dans la soirée la plus grande partie de leur flotte a quitté la bataille. Le vice-amiral Cornelis Tromp et le lieutenant-amiral Johan Evertsen, ont tous les deux pris le commandement. La confusion règne sur la quarantaine de navires encore présents et qui tentent de s'échapper.

## Épilogue
Les Anglais, qui n'ont perdu qu'un seul navire : le Great Charity, capturent neuf navires néerlandais: le Hilversum, le Delft, le Zeelandia, le Wapen van Edam, le Jonge Prins, le Nagelboom, le Carolus Quintus, le Mars et Geldersche Ruyter. Tandis que le vice-amiral Lawson a été mortellement blessé, ils déplorent également la mort du contre-amiral Sampson.
Huit navires néerlandais ont coulé, dont six dans seulement deux incidents distincts : alors que le Tergoes s'est emmêlé avec le Maarseveen et le Swanenburg, un brûlot incendie les trois navires. Pareil incident se reproduit quand le Koevorden s'emmêle avec le Stad Utrecht et le Prinse Maurits. Après avoir esquivé les attaques du HMS Charles du Mary, du Royal Oak, de l'Essex et du Royal Katherine, le navire marchand Orange, finalement incendié par un brûlot, explose. Huit autres vieux navires néerlandais sont hors d'état de reprendre la mer, le coût des réparations dépassant leur valeur.

## Conséquences
Les Anglais ne parviennent pas à tirer parti de leur victoire. Le blocus des ports néerlandais échoue. Lors de la bataille de Vågen ils ne parviennent pas à empêcher le retour de la flotte de la compagnie néerlandaise des Indes orientales.
Ils doivent, au moins en grande partie, leur victoire à leur puissance de feu. Mais les Hollandais se lancent désormais dans un ambitieux programme de construction de navires plus lourds. Les deux flottes, désormais de force équivalente, s'affrontent un an plus tard à la bataille des Quatre Jours en juin 1666.

## Sources
- (en) Cet article est partiellement ou en totalité issu de l’article de Wikipédia en anglais intitulé « Battle of Lowestoft » (voir la liste des auteurs).